# Helen Smitton
Le RNLB Helen Smitton (ON 603) est un ancien Lifeboat de la Royal National Lifeboat Institution (RNLI) de la Classe Watson (en). Il a servi à St Abbs, un petit village de pêcheur du comté de Berwickshire en Écosse, de 1911 à 1936. Il fut le premier bateau de sauvetage du village.
Il est enregistré comme bateau du patrimoine maritime du Royaume-Uni par le National Historic Ships UK  depuis 2009 sous le numéro de certificat 2220.

## Construction
Helen Smitton est un canot de sauvetage non auto-redressable, de classe Watson de 38 pieds, construit en acajou sur des cadres en orme. Son pont est métallique et a une quille en fer de 1500 kg. Il a été équipé d'un moteur à essence Wolseley de 37 ch maintenant manquant.

## Conservation
Helen Smitton a fait l'objet de travaux de conservation à Marloes dans le  comté dePembrokeshire au Pays de Galles. Réduite désormais à un peu plus d'une coque nue en mauvais état, 95 % de sa coque en bois d'origine reste.